# Observatoire Yerkes
Pour les articles homonymes, voir Yerkes.
L'observatoire Yerkes est un observatoire astronomique appartenant à l'université de Chicago situé à Williams Bay dans le Wisconsin. Il est connu pour avoir abrité la plus grande lunette astronomique jamais construite à des fins scientifiques, qui en fit le plus grand instrument astronomique du monde, avant la création de l'Observatoire du Mont Wilson. L'observatoire Yerkes a aussi donné son nom à la classification spectrale de Yerkes, une méthode de classification stellaire tenant compte simultanément de leur température et de leur luminosité.

## Description
Yerkes est créé en 1897 par George Ellery Hale et financé par Charles Tyson Yerkes qui lui donna son nom. L'observatoire intègre dès ses débuts un laboratoire de physique et de chimie. Il est équipé avec une lunette astronomique de 102 cm construite par Alvan Clark, c'est le plus grand télescope avant la construction de l'observatoire du Mont Wilson. Cette lunette est fréquemment mentionnée ayant la plus grande lentille jamais construite, ce qui est partiellement inexact : une lentille de 125 cm fut cependant construite pour l'exposition universelle de 1900 à Paris, la grande lunette de l'exposition universelle de Paris 1900, par contre, cette dernière ne fonctionna jamais correctement et ne fut plus utilisée après l'exposition. Elle dépassait en tout cas la lunette de l'Observatoire Lick (91 cm) et celle de l'Observatoire de Paris (83 cm pour la plus grande).
Un télescope de même diamètre est aussi construit, les lentilles pour la lunette et le télescope sont fournis par un opticien parisien, Mantois, pour le prix de 20 000 $ de l'époque. L'observatoire complet revient à 349 000 $. En vue de ne pas confondre la lunette et le télescope de même diamètre, le diamètre du télescope est parfois modifié, la lunette étant appelée « lunette de 40 pouces », et le télescope « télescope de 39 pouces », bien que son vrai diamètre soit comme la lunette de 40 pouces (102 cm)
La recherche actuelle inclut des études sur le milieu interstellaire, la formation des amas globulaires et les objets géocroiseurs. L'observatoire comporte aussi une section d'ingénierie spécialisée dans la maintenance des instruments.
En mars 2005, l'université de Chicago a annoncé la vente de l'observatoire et de ses terrains, l'acquéreur, un promoteur immobilier veut y construire des maisons de luxe. Plusieurs organisations s'opposent à cette vente et plaident pour la sauvegarde du site.
Une partie du film Poursuite se passe à proximité de l'observatoire, y compris une vue d'un personnage qui lors de sa première apparition est en train de faire des observations à l'œil nu dans la lunette astronomique de 102 cm.

## Honneur
L'astéroïde (990) Yerkes porte son nom.